# Допълнение
Допълнение в езикознанието и граматиката е второстепенна част на изречението, която пояснява сказуемото, като посочва лицето или предмета, засегнат пряко или косвено от глаголното действие. Отговаря на въпросите Какво?, Кого?, На кого? На какво? За какво? и За кого? и се изразява със съществително име или лично, вкл. възвратно лично, местоимение.
Пример: Думата топката е допълнение в следното изречение:
Христо хвърли топката.
При синтактичен анализ на изречение допълнението се подчертава с две успоредни прави линии и наклонена черта, която ги пресича (≠).
Допълнението не може да бъде деепричастие, но може да пояснява деепричастие, друг вид причастие, както и отглаголно съществително:
желаещ битката (пряко допълнение);
мислейки за битката (непряко допълнение);
хвърлянето на вода (непряко допълнение).
В последния случай (когато пояснява съществително), съответната част на изречението може да се схване като несъгласувано определение (Какво хвърляне?) вместо като непряко допълнение (Хвърляне на какво? Какво хвърля?).

## Пряко допълнение
Прякото допълнение означава лице или предмет, пряко (напълно) засегнат от глаголното действие. Пряко допълнение може да има само сказуемо, изразено с преходен глагол. Прякото допълнение се въвежда без предлог. Когато прякото допълнение е лично местоимение, то се намира във винителната си форма. Това може да служи за разпознаване на прякото допълнение: то е тази част на изречението, която може да се замести с някое от местоименията
мене (ме), тебе (те), него (го), нея (я), нас (ни), вас (ви), тях (ги).

## Непряко допълнение
Непрякото (косвеното) допълнение означава лице или предмет, косвено (непълно) засегнат от глаголното действие. Непряко допълнение могат да имат както преходните, така и непреходните глаголи. Непрякото допълнение се въвежда с предлог; без предлог са само формите в дателен падеж, обикновено дателните форми на личните местоимения.
Например глаголът „купя“ е преходен и може да има както пряко, така и непряко допълнение. В изречението
Купих им нови дънки.
словосъчетанието нови дънки и местоимението им са съответно пряко и непряко допълнение.
Когато местоимението (или по-рядко съществителното) е в дателен падеж, то представлява непряко допълнение:
му (нему), ѝ (ней), богу и др.
В останалите случаи косвеното допълнение се въвежда с предлог:
давам на тебе;
работя за себе си;
боря се за правдата.
Не всеки израз, въведен с предлог, е косвено допълнение. С предлог (или по друг начин) могат да бъдат въведени и обстоятелствени пояснения:
на другия ден, за два часа, пред нея, с молив.
Предлог може да въвежда несъгласувано определение, което може да се схване и като непряко допълнение:
борба за мир.
(Каква борба? Борба за какво?)
Непрякото допълнение може да пояснява не само глагол, но също име и наречие:
Той е алчен за злато.
Бяга по-бързо от сърна.

## Удвояване на допълнението
Характерна особеност на българския език, която се среща и в другите балкански езици, е удвояването на допълнението (както прякото, така и непрякото).
Удвояването на допълнението се осъществява чрез двойно изразяване на допълнението едновременно с името на означавания предмет и с винителната (за прякото допълнение) или дателната (за непрякото допълнение) местоименна форма, заместваща името.
Примери:
1) Пълна и кратка форма на лично местоимение:
Мен ме избраха.
На тях им изпратиха покани по пощата.
Вас Ви очакват утре.
На нея ѝ казаха резултата веднага.
2) Съществително име и лично местоимение:
Както се вижда, мама са я знаели всички. (Й. Йовков)
На детето му порасна първото зъбче.
Хората ги преценяват по делата.
На Мария ѝ дадоха главната роля.
Удвояването на допълнението е характерно предимно за разговорния стил на българския език. То често може да се избегне и това се препоръчва за постигане на стилова неутралност на изказа:
На Мария дадоха главната роля.
Понякога обаче удвояването на допълнението е нужно за избягване на двусмислие, например при обърнат словоред:
Мечката я хвана Иван.
Удвояването на допълнението е неизбежно, когато трябва да се конкретизират един вид безлични изрази, задължително съдържащи кратка местоименна форма:
срам ме е, мъчно ми е и др.
В случай че местоимението е във винителна форма, удвоеното допълнение не може да се изпусне:
Иван го е срам за нашия клас.
Местоимението посочва, че думата Иван е пряко допълнение. Ако местоимението се изпусне, смисълът ще се промени:
Иван е срам за нашия клас.
Сега думата Иван е подлог.
Когато местоимението е в дателна форма, то може да се изпусне:
На Иван е мъчно за морето.
И в този случай е по-естествено запазването на местоимението:
На Иван му е мъчно за морето.
Допълнението може да се конкретизира и чрез обръщението, но това не се смята за удвояване, тъй като обръщението не е допълнение:
На теб, Българийо свещена,
покланям песни си сега.
(Ив. Вазов)

## Вътрешно допълнение
Вътрешното допълнение е стилистичен похват в художествената реч, при който сказуемото (глагол) и допълнението (съществително име) имат един и същи корен, като глаголът може да е непреходен:
ден денувам, нощ нощувам, блян бленувам.